# 缅族人民解放军
缅族人民解放军（緬甸語：}）是缅甸的一个民族武装组织。该组织于2021年4月17日由17人创立，其中包括曾参加过2021-2022年缅甸抗议活动的缅甸诗人和人权活动家貌桑卡 。缅族人民解放军的标志由九根孔雀羽毛排列成一个圆圈，象征着缅甸末代国王。 

## 目标
根据貌桑卡的说法，缅族人民解放军的目标包括“结束缅族佛教徒对其他缅甸民族的统治”，“在民族联邦制下加强缅甸各民族的团结”，“确保被软禁的翁山蘇姬被释放，不会以国家稳定的名义對軍政府做出任何政治妥协。